# Koha (logiciel)
Pour les articles homonymes, voir Koha.
Koha (d'un mot māori qui signifie don) est un système intégré de gestion de bibliothèque (SIGB) libre et open source au développement communautaire utilisé par tous types de bibliothèques dans de nombreux pays. Il est écrit en Perl par une communauté internationale de développeurs.

## Caractéristiques techniques
L'architecture de Koha repose sur :
- un code source écrit en Perl (langage) (version 5.10)
- une base de données MySQL [2]
- le moteur d'indexation Elasticsearch (depuis Koha 3.18) ou le moteur Zebra développé par la société IndexData (depuis Koha 3.0)[3]
- Template toolkit et JavaScript pour la construction des pages de l'interface professionnelle et du catalogue public

Koha inclut (dans sa dernière version):
- une interface professionnelle accessible en ligne (avec authentification) permettant:
  - le support d'un nombre indéfini de catégories d'adhérents, de types de documents et de bibliothèques
  - le catalogage des notices bibliographiques et des autorités, dans différents types de formats MARC (les variantes MARC 21, UNIMARC et NORMARC sont supportées)
  - la gestion des adhérents (consultation et modification des fiches, import et export, création de listes d'adhérents)
  - la circulation (prêts, retours, renouvellements, réservations, transferts inter-sites, gestion des retards, prêt secouru...)
  - la gestion des acquisitions (gestion de la TVA et de devises multiples, import de notices MARC, gestion budgétaire, création de paniers, réclamations)
  - la gestion des périodiques (bulletinage, gestion des abonnements, réclamations)
  - la constitution de réserves de cours
  - l'édition de rapports (rapports prédéfinis et rapports personnalisables, avec possibilité de saisie directe en SQL)
  - la personnalisation du calendrier des fermetures
  - l'import de notices bibliographiques ou d'autorité en Z39.50
  - l'export et l'import par lot de notices (avec possibilité de modifications) ou de fiches d'adhérents
  - la modification et la suppression d'exemplaires par lots
  - la personnalisation des messages envoyés aux adhérents et aux fournisseurs
  - la personnalisation des règles de circulation
  - la personnalisation des grilles de catalogage et d'autorités
  - l'ajout de nouvelles fonctions au moyen de plugins
  - le support du standard SIP 2.0 permettant de communiquer avec des automates de prêt
- un catalogue en ligne destiné au public, permettant :
  - la consultation sur tablette ou téléphone (thème adaptatif basé sur le framework Bootstrap)
  - une recherche simple ou avancée, et une navigation par facettes
  - l'intégration de services externes (comme les livres électroniques OverDrive ou les critiques de Babelio)
  - la consultation des autorités
  - la création de flux RSS à partir d'une recherche
  - la visualisation des couvertures des livres
  - l'ajout de commentaires
  - la récupération de références bibliographiques
  - la création ou la consultation de listes de documents
  - l'accès à un compte lecteur (informations personnelles, historique de prêt, historique de recherche, documents en prêt, réservations, suggestions d'achat)
- un serveur Z39.50 et SRU
- un serveur OAI-PMH

Koha doit être installé sur une plateforme Linux basée sur GNU/Linux Debian ou d'autres distributions  (OpenSUSE, Fedora, Red Hat…). Les versions anciennes pouvaient fonctionner sous Windows, ce qui n'est plus le cas.
Koha est rédigé en anglais, et les traductions sont assurées par la communauté. Il est disponible en français, allemand, chinois, espagnol et dans de nombreuses autres langues
Il peut être interfacé avec des CMS, notamment Drupal, avec une surcouche du type VuFind ou Blacklight, ou avec un portail propriétaire.

### Communauté
Le développement est assuré par des sociétés de services ainsi que quelques bibliothèques. En date d'avril 2018, 435 personnes différentes ont soumis du code dans Koha
En France, trois entreprises assurent des prestations de services autour de Koha : BibLibre, Tamil et Progilone. L'entreprise Solutions inLibro inc offre le même service au Canada .

## Historique

### Origine du projet
La version initiale de Koha a été créée en 1999 par une firme de services de technologie de l’information appelée Katipo Communications pour un groupe de 3 bibliothèques situées dans le District d’Horowhenua en Nouvelle-Zélande. Ces bibliothèques, desservant une population d’environ 30 000 personnes, étaient gérées par une organisation à but non lucratif appelée l’Horowhenua Library Trust (HLT). En 1999, les bibliothèques du HLT devaient remplacer leur SIGB étant donné qu’elles avaient de sérieuses préoccupations que certaines composantes de leur réseau informatique désuet ne survivraient pas au passage de l’an 2000 et du problème de changement de date y étant associé. L’HLT a alors demandé au Horowhenua District Council une subvention pour circonstances exceptionnelles et a réussi à obtenir que ce dernier finance 50% des coûts de remplacement du SIGB.
À la suite d’un appel d’offres initial qui s’est avéré infructueux auprès de fournisseurs de systèmes de bibliothèques, l’HLT a décidé d’engager Katipo Communications, une firme basée à Wellington en Nouvelle-Zélande, afin de développer un nouveau système fait sur mesure pour répondre à ses besoins. Rachel Hamilton-Williams a fondé Katipo Communications en 1996 et a engagé en 1997 son premier programmeur informatique, Chris Cormack. C’est ce dernier qui a agi à titre de programmeur en chef sur le projet Koha et est depuis resté actif dans cette communauté. Katipo Communications proposa de créer un SIGB qui serait basé sur la technologie du Web (web-based) afin de tirer profit de la vitesse de communication de l’Internet.
Lorsque Koha a été développé, le concept de logiciel au code source libre était relativement nouveau dans le milieu des bibliothèques. C’est Katipo Communications qui a suggéré que Koha soit relâché en code source libre sous GNU General Public License (GPL). C’était une façon de s’assurer de la longévité du projet, étant donné que Katipo Communications ne voulait pas nécessairement devoir supporter à long terme un système dont il est propriétaire. De plus, le GPL encouragerait d’autres bibliothèques à travers le monde à utiliser le logiciel et du même coup à l’améliorer et contribuer à son développement au bénéfice de tous les utilisateurs.
Le nom du logiciel Koha est un mot maori provenant du peuple autochtone de Nouvelle-Zélande qui signifie cadeau ou don. Dans la société traditionnelle des Maoris, un koha est apporté à un événement tel qu’un mariage ou un grand rassemblement. Le nom Koha a été choisi, car c’est un logiciel libre et gratuit, et que cela représente bien la contribution que la Nouvelle-Zélande a faite pour le reste du monde.
Le design du logo de Koha est inspiré d’un koru qui est un mot maori désignant la fronde d’une fougère qui commence à se dérouler. Ce symbole fréquemment retrouvé en Nouvelle-Zélande représente entre autres la croissance et le début d’une nouvelle vie. Un autre symbole représentant le commencement d’une nouvelle vie est un œuf. Le logo de Koha est donc la représentation d’un koru (en blanc) à l’intérieur d’un œuf (en noir).
Développée en quatre mois à la fin de l'année 1999, la version 1.0 de Koha a été mise en place dans les bibliothèques du HLT à partir du 2 janvier 2000. Au cours de l'année 2000, le logiciel a été stabilisé et enrichi de plusieurs fonctions.

### Débuts du développement communautaire
À la fin de l'année 2000, comme convenu initialement, Katipo Communications a mis le logiciel à disposition sous licence GNU GPL version 2. Au cours de l'année 2001, des outils communautaires ont été mis en place pour permettre le développement du logiciel et des personnes venues de l'extérieur de la Nouvelle-Zélande ont proposé des contributions. En 2002, les premiers développeurs issus de pays non anglophones intègrent le projet. 
En 2002, la Nelsonville Public Library, située dans le comté d’Athens en Ohio aux États-Unis, décide d’implanter Koha et d’investir 10 000$ dans le développement du logiciel afin qu’il puisse répondre à ses besoins. C’est grâce à cette contribution que le support pour les formats MARC dans le module de catalogage a été ajouté ainsi que le protocole Z39.50. 
Afin que le logiciel puisse connaître un essor rapide, le développement de la version 2 de Koha met l'accent sur la traduction : des gabarits sont créés pour séparer le texte à afficher du reste du code source et permettre le multilinguisme. En outre des modules importants sont ajoutés : périodiques, acquisitions, suggestions d'achat et catalogage en format MARC (initialement MARC21). La version 2.0 a été publiée en 2003, la version 2.2 en 2004.

### Essor de l'implantation en France et dans le monde
La version 3.0 a été mise en chantier en 2005 et publiée le 11 août 2008. L'un de ses objectifs était de pouvoir supporter des catalogues de taille importante comportant plusieurs millions de notices, notamment grâce à l'adjonction du moteur d'indexation Zebra. La version 3.1 est sortie en février 2009. À partir de la version 3.2 sortie en octobre 2010, un rythme de parution régulier a été adopté : une nouvelle version paraît tous les six mois et des évolutions ou corrections mineures sont publiées chaque mois pour chaque version majeure maintenue par la communauté.
Depuis la version 3.12, le code source est passé sous licence GPL version 3.
Les innovations de la version 3 et les efforts d'internationalisation (traductions, prise en charge de l'UNIMARC et du NORMARC) ont permis une croissance rapide du nombre des bibliothèques équipées de Koha, notamment dans de nombreux pays émergents ou en développement (Inde, Éthiopie, Nigeria, Afghanistan, etc.), en Europe (France, Norvège, Finlande, Espagne, etc), et aux États-Unis depuis 2006.
Plusieurs dizaines de sociétés dans le monde proposent des services autour du logiciel (installation, migration, formation, assistance) et contribuent aux évolutions du code source. Elles sont référencées sur le site communautaire.
Dès 2004, des bibliothèques françaises de taille relativement modeste se montrent intéressées par Koha 2.0 : la bibliothèque de l'École des mines de Paris, celle du Centre Roland Mousnier, celle de l'École des Mines de Nantes ainsi que la bibliothèque municipale de Lafrançaise. Les évolutions du logiciel ont ensuite permis son installation dans des établissements de plus grande taille.
Depuis 2010, une dizaine de bibliothèques universitaires françaises ont installé Koha : en 2010-2011, trois BU rhônalpines (Lyon 2, Lyon 3 et le réseau BRISE des bibliothèques d'enseignement supérieur de Saint-Étienne) installent Koha après une longue réflexion commune. Dans les mois suivants, la BULAC, la nouvelle université d'Aix-Marseille (réseau de 59 bibliothèques), et les universités de Limoges, Paris 8, Rennes 2, Bretagne Sud et Paris Sud installent à leur tour Koha. Rennes 1 se réinformatise avec Koha en 2017-2018.
Koha est également utilisé dans divers établissements de lecture publique, dont la Médiathèque Intercommunale Ouest Provence, la Bibliothèque Francophone Multimédia de Limoges, la bibliothèque de Nîmes, la bibliothèque de Decines, le réseau des bibliothèques de Dracénie, ou la bibliothèque départementale de prêt de la Meuse.
Enfin, Koha est également utilisé par des établissements de recherche ou spécialisés comme le réseau thématique FRANTIQ, la bibliothèque du Saulchoir, la bibliothèque de l'Ecole des Chartes, ou la bibliothèque des Hospices Civils de Lyon, ainsi que par des bibliothèques d'entreprises ou des CDI.
Une carte des principales bibliothèques utilisant Koha en France est consultable sur le site de l'association KohaLa.
Les utilisateurs et développeurs de Koha en France sont regroupés dans l'association KohaLa, fondée en 2007. Elle organise un symposium annuel (en 2010 à la bibliothèque intercommunale Ouest Provence, en 2011 à Lyon 2, en 2012 à la BULAC, en 2013 à Limoges, en 2014 à la bibliothèque de Sciences Po Grenoble, en 2015 à la médiathèque de Vitré, en 2016 à l'Université Lyon3, en 2017 à la Médiathèque de Roubaix, en 2018 à l'Université de Paris 8, en 2019 à Rennes, en 2021 organisé en visioconférence en raison de la crise sanitaire de la Covid-19). En 2021, l'association s'associe à l'Abes pour améliorer le flux et la qualité des données.
Au Québec, la communauté Koha-Collecto (auparavant Koha-CCSR) a constitué la première communauté de logiciel libre dans le milieu des bibliothèques de cette province. L’origine de cette communauté remonte au moment où le système de gestion de bibliothèques Manitou de plusieurs cégeps devait être remplacé. Un regroupement de 23 collèges s’est alors formé par l’entremise du CCSR (Centre collégial de services regroupés) afin de procéder à un appel d’offres. Ce dernier était ouvert autant aux entreprises offrant des logiciels propriétaires que celles offrant des logiciels libres. Le processus de sélection a impliqué un comité formé de bibliothécaires afin d’identifier les critères auxquels le nouveau système devait répondre et s’est étalé sur plus d’une année. Finalement, le choix s’est arrêté sur Koha et ce système a été implanté en 2011 dans toutes les bibliothèques participantes à l’entente du CCSR, créant du même coup la communauté Koha-CCSR. Le CCSR a changé de nom le 25 septembre 2017 pour devenir Collecto. Ce dernier est un organisme à but non lucratif offrant des services et des solutions technologiques aux établissements des réseaux de l’éducation et de l’enseignement supérieur. La communauté Koha-Collecto compte maintenant 41 établissements membres.

### Litige avec LibLime et PTFS
Depuis 2009, un litige oppose la communauté Koha à la société LibLime, rachetée par PTFS en 2010. En 2007, la société néo-zélandaise Katipo a vendu sa division Koha à la société américaine Liblime, lui cédant de fait le contrôle des outils communautaires (site koha.org, canal IRC, etc). Après plusieurs années de participation à la communauté, Liblime a cessé de partager ses développements, puis a décidé de développer et diffuser sa propre fourche de Koha, tout en continuant à utiliser le nom Koha  et le site koha.org, forçant par là la communauté à mettre en place en février 2010 un nouveau site, koha-community.org. PTFS, détenteur de la marque Koha aux USA, a cherché en novembre 2011 à en devenir détenteur en Nouvelle-Zélande. En décembre 2013, à la suite de l'action de la société locale Catalyst et du Horowhenua Library Trust, la justice néo-zélandaise s'est opposée aux prétentions de PTFS.

### Conférences internationales
- KohaCon 2006, 2-3 mai, Paris, France
- KohaCon 2009, 15-17 avril, Plano, USA (Texas)[34]
- KohaCon 2010, 25 oct. - 2 nov., Wellington, Nouvelle-Zélande[35]
- KohaCon 2011, 31 oct. - 6 nov., Thane, Inde
- KohaCon 2012, 5-11 juin, Edinburgh, Écosse[36]
- KohaCon 2013, 16-22 oct., Reno, USA (Nevada)[37]
- KohaCon 2014, 6-8 oct., Córdoba, Argentine
- KohaCon 2015, 19-21 oct., Ibadan, Nigeria
- KohaCon 2016, 30 mai - 4 juin, Thessalonique, Grèce
- KohaCon2017, 19-24 juin, Manille, Philippines
- KohaCon2018, 10-16 septembre, Portland, USA (Oregon)
- KohaCon2019, 20-24 mai 2019, Dublin, Irlande[38]
- KohaCon2024, 23-27 septembre, Montréal, Canada[39]

## Bibliothèques utilisant Koha
Il est impossible de connaître avec exactitude le nombre de bibliothèques utilisant Koha, puisque n'importe qui peut télécharger et installer le code librement. Les données les plus complètes sont celles du site Library Technology Guides, qui recense 2538 bibliothèques utilisant Koha dans le monde fin 2013. Les évaluations les plus élevées comptent près de 20 000 installations. En particulier, toutes les bibliothèques municipales d'Argentine (>1000) et de Turquie (> 1100) ainsi que plusieurs centaines de bibliothèques des Philippines utilisent Koha, déployé par les ministères respectifs.
En France, plusieurs centaines de bibliothèques de tous types utilisent Koha. Au Québec, Koha est utilisé dans plus de vingt bibliothèques.
Depuis décembre 2015, plus de 1500 bibliothèques utilisant Koha ont accepté de partager leurs données. Elles rapportent 50 000 notices en moyenne, la plus grosse ayant plus d'un million de notices. 

## Autres SIGB open source
- Evergreen
- PMB
- Waterbear
- FOLIO (en développement)
- RERO ILS (en développement)